# Georg Branting
Georg Branting (21. september 1887 – 6. juli 1965) var søn af Hjalmar Branting og svensk socialdemokrat og advokat. Medlem af Riksdagen 1932–1961.
Branting gik imod sit eget parti da han i 1930'erne aktivt støttede den spanske venstreorienterede regering under den spanske borgerkrig. Han blev tvunget til at forlade sin post i partiledelsen. 